# 埃米略·梅嫩德斯·德尔瓦列
埃米略·梅嫩德斯·德尔瓦列（西班牙語：Emilio Menéndez del Valle，1945年6月20日—）是西班牙外交官，国际关系专家，大学教授，西班牙工人社会党党员。曾任欧洲议会议员，西班牙驻约旦、阿尔巴尼亚、圣马力诺和意大利等国的特命全权大使。《国家报》特约撰稿人。